# 1567 Alikoski
1567 Alikoski è un asteroide della fascia principale del diametro medio di circa 67,83 km. Scoperto nel 1941, presenta un'orbita caratterizzata da un semiasse maggiore pari a 3,2104566 UA e da un'eccentricità di 0,0849828, inclinata di 17,28591° rispetto all'eclittica.
L'asteroide è dedicato all'astronomo finlandese Heikki A. Alikoski.